# Pornic Basket
El Pornic Basket es un equipo de baloncesto francés con sede en la ciudad de Pornic, que compite en la NM2, la cuarta competición de su país. Disputa sus partidos en el Complexe Sportif Val Saint Martin.

## Posiciones en liga
- 2011 - (9-NM2)
- 2012 - (9-NM2)
- 2013 - (10-NM2)
- 2014 - (12-NM2)
- 2015 - (10-NM2)
- 2016 - (8-NM2)
- 2017 - (11-NM2)
- 2018 - (13-NM2)
- 2019 - (4-NM2)
- 2020 - (3-NM2)
- 2021 - (Cancelada-NM2)
- 2022 - (1-NM2)